# Воздушные силы флота Великобритании
Воздушные силы флота (англ. Fleet Air Arm, FAA) — род войск королевского военно-морского флота Великобритании, соответствующий военно-морской авиации.
Морская авиация насчитывает около 6200 человек, что составляет 11,5 % от общей численности королевского военно-морского флота, и использует около 200 боевых и свыше 50 вспомогательных самолётов и вертолётов.

## Организационный состав
- 700-я морская авиационная эскадрилья (700 Naval Air Squadron)
- 703-я морская авиационная эскадрилья (703 Naval Air Squadron)
- 705-я эскадрилья (705 Squadron)
- 727-я морская авиационная эскадрилья (727 Naval Air Squadron)
- 750-я морская авиационная эскадрилья (750 Naval Air Squadron)
- 814-я морская авиационная эскадрилья (814 Naval Air Squadron)
- 815-я морская авиационная эскадрилья (815 Naval Air Squadron)
- 820-я морская авиационная эскадрилья (820 Naval Air Squadron)
- 824-я морская авиационная эскадрилья (824 Naval Air Squadron)
- 845-я морская воздушная эскадрилья (845 Naval Air Squadron)
- 846-я морская воздушная эскадрилья (846 Naval Air Squadron)
- 847-я морская воздушная эскадрилья (847 Naval Air Squadron)
- 849-я морская воздушная эскадрилья (849 Naval Air Squadron)
- Показательный вертолётный отряд («Чёрные кошки») (Helicopter Display Team («Black Cats»))

## Пункты базирования

### Авиабазы
Для берегового базирования военно-морская авиация Великобритании использует три авиабазы:
- Королевская морская авиабаза Йовилтон  (англ. Royal Naval Air Station (RNAS) Yeovilton)[4], графство Сомерсет
- Королевская морская авиабаза Калдроуз (англ. Royal Naval Air Station (RNAS) Culdrose)[5], графство Корнуолл

### Аэродромы
В дополнение к этому, в распоряжении ВМФ имеется одно учебное учреждение для подготовки авиатехников:
- База Её Величества Салтэн (англ. Her Majesty's Station (HMS) Sultan), Госпорт, графство Хэмпшир

## Боевой состав
| Обозначение формирования или части | Вооружение и оснащение                 | Место расположения                    |
| ---------------------------------- | -------------------------------------- | ------------------------------------- |
| 702-я морская воздушная эскадрилья | Westland Lynx HAS3, Westland Lynx HMA8 | Королевская морская авиабаза Йовилтон |
| 703-я морская воздушная эскадрилья | Grob G-120TP                           | RAF Barkston Heath in Lincolnshire    |
| 705-я эскадрилья                   |                                        | RAF Shawbury in Shropshire            |
| 727-я морская воздушная эскадрилья | Grob G115E                             |                                       |
| 750-я морская воздушная эскадрилья | Beechcraft King Air                    |                                       |
| 814-я морская воздушная эскадрилья | AgustaWestland Merlin HM2              |                                       |
| 815-я морская воздушная эскадрилья |                                        |                                       |
| 820-я морская воздушная эскадрилья | AgustaWestland Merlin HM2              |                                       |
| 824-я морская воздушная эскадрилья | AgustaWestland Merlin HM2              |                                       |
| 845-я морская воздушная эскадрилья | AgustaWestland Merlin HC4              |                                       |
| 846-я морская воздушная эскадрилья | AgustaWestland Merlin HC4              |                                       |
| 847-я морская воздушная эскадрилья |                                        |                                       |
| 849-я морская воздушная эскадрилья |                                        |                                       |

## Техника и вооружение
Данные об оборудовании и вооружении авиации ВМС Великобритании взяты с сайта ВМФ Великобритании.
| Тип                          | Производство          | Назначение                                                                         | Количество | Примечания |          |
| Самолёты                     | Самолёты              | Самолёты                                                                           | Самолёты   | Самолёты   | Самолёты |
| ---------------------------- | --------------------- | ---------------------------------------------------------------------------------- | ---------- | ---------- | -------- |
| Beechcraft King Air          | Великобритания        | учебно-тренировочный                                                               | 5          |            |          |
| Grob G-120TP                 | Германия              | учебно-тренировочный                                                               | 26         |            |          |
| Grob G115E                   | Германия              | учебно-тренировочный                                                               | 5          |            |          |
| Вертолёты                    |                       |                                                                                    |            |            |          |
| AgustaWestland Merlin HM2    | Великобритания Италия | противолодочный вертолёт                                                           | 39         |            |          |
| AgustaWestland AW159 Wildcat | Великобритания        | транспортно-боевой вертолёт                                                        | 8          |            |          |
| AgustaWestland Wildcat AW159 | Италия                | десантный вертолёт противолодочный вертолёт                                        | 5 30 34    |            |          |
| AgustaWestland Merlin HC4    | Италия                | противолодочный вертолёт противолодочный вертолёт десантный вертолёт вертолёт ДРЛО | 34         |            |          |

## Опознавательные знаки
На фюзеляжах самолётов и вертолётов авиации ВМС Великобритании, наряду со стандартными опознавательными знаками воздушных сил, наносится надпись Royal Navy (с англ. — «Королевский Военно-морской Флот»).
| Опознавательный знак | Знак на фюзеляж | Знак на киль | Где использоался                  |
| -------------------- | --------------- | ------------ | --------------------------------- |
|                      |                 |              | стандартные опознавательные знаки |
|                      |                 |              | вариант уменьшенной видимости     |
|                      |                 |              | вариант уменьшенной видимости     |

## Знаки различия

### Адмиралы и офицеры
| Категории               | Адмиралы             | Адмиралы | Адмиралы     | Адмиралы      | Офицеры   | Офицеры            | Офицеры            | Офицеры              | Офицеры           | Офицеры        | Офицеры           |
| ----------------------- | -------------------- | -------- | ------------ | ------------- | --------- | ------------------ | ------------------ | -------------------- | ----------------- | -------------- | ----------------- |
| Погон                   |                      |          |              |               |           |                    |                    |                      |                   |                |                   |
| Петличный знак          | нет                  | нет      | нет          | нет           | нет       | нет                | нет                | нет                  | нет               | нет            |                   |
| Нарукавный знак         |                      |          |              |               |           |                    |                    |                      |                   |                | нет               |
| Английское звание       | Admiral of the Fleet | Admiral  | Vice-Admiral | Rear Admiral  | Commodore | Captain            | Commander          | Lieutenant-Commander | Lieutenant        | Sub-Lieutenant | Midshipman        |
| Российское соответствие | Адмирал флота        | Адмирал  | Вице-адмирал | Контр-адмирал | нет       | Капитан 1-го ранга | Капитан 2-го ранга | Капитан 3-го ранга   | Капитан-лейтенант | Лейтенант      | Младший лейтенант |

### Подофицеры и матросы
| Категории               | Старшины          | Старшины                     | Старшины            | Старшины               | Старшины               | Матросы               | Матросы               |
| ----------------------- | ----------------- | ---------------------------- | ------------------- | ---------------------- | ---------------------- | --------------------- | --------------------- |
| Английское звание       | Warrant Officer 1 | Warrant Officer 2            | Chief Petty Officer | Petty Officer          | Leading Rate           | Able Seaman 1st Class | Able Seaman 2nd Class |
| Российское соответствие | Мичман            | Главный корабельный старшина | Главный старшина    | Старшина первой статьи | Старшина второй статьи | Старший матрос        | Матрос                |

### Знаки на головные уборы
- Головной убор адмирала
- Головной убор старшего офицера
- Головной убор офицера